# Tanaostigmodes desantisi
Tanaostigmodes desantisi är en stekelart som beskrevs av Lasalle 1987. Tanaostigmodes desantisi ingår i släktet Tanaostigmodes och familjen Tanaostigmatidae. Inga underarter finns listade i Catalogue of Life.